# Erik Winquist
Erik Winquist (* 2. Januar 1975 in Evanston, Illinois) ist ein amerikanischer Filmtechniker für visuelle Effekte. 

## Karriere
Er war bei der Oscarverleihung 2015 zusammen mit Daniel Barrett, Dan Lemmon und Joe Letteri für den Oscar in der Kategorie Beste visuelle Effekte für seine Arbeit bei Planet der Affen: Revolution nominiert. Er war mit diesem Film auch für einen British Academy Film Award in der Kategorie Beste visuelle Effekte nominiert. Eine Oscar-Nominierung erhielt er 2025 für den Film Planet der Affen: New Kingdom zusammen mit Rodney Burke, Paul Story und Stephen Unterfranz. Winquist ist seit Ende der 1990er Jahre aktiv und war bisher an rund 20 Filmproduktionen beteiligt.

## Filmographie (Auswahl)
- 1989: Rein Check (Kurzfilm, Regie, Drehbuch und Produktion)
- 1999: Auf die stürmische Art (Forces of Nature)
- 2000: Mission: Impossible II
- 2000: Die Legende von Bagger Vance (The Legend of Bagger Vance)
- 2001: The Mexican
- 2001: Evolution
- 2001: A.I. – Künstliche Intelligenz (A.I. – Artificial Intelligence)
- 2002: Minority Report
- 2002: Im inneren Kreis (People I Know)
- 2002: Der Herr der Ringe: Die zwei Türme (The Lord of the Rings: The Two Towers)
- 2003: Hulk
- 2003: Der Herr der Ringe: Die Rückkehr des Königs (The Lord of the Rings: The Return of the King)
- 2004: I, Robot
- 2005: King Kong
- 2006: X-Men: Der letzte Widerstand (X-Men: The Last Stand)
- 2007: Mein Freund, der Wasserdrache (The Water Horse: Legend of the Deep)
- 2008: Jumper
- 2009: Avatar – Aufbruch nach Pandora (Avatar)
- 2010: Das A-Team – Der Film (The A-Team)
- 2011: Planet der Affen: Prevolution (Rise of the Planet of the Apes)
- 2012: Der Hobbit: Eine unerwartete Reise (The Hobbit: An Unexpected Journey)
- 2014: Planet der Affen: Revolution (Dawn of the Planet of the Apes)
- 2016: Spectral
- 2017: Planet der Affen: Survival (War for the Planet of the Apes)
- 2018: Rampage – Big Meets Bigger (Rampage)
- 2022: Doctor Strange in the Multiverse of Madness
- 2022: Glass Onion: A Knives Out Mystery
- 2024: Planet der Affen: New Kingdom (Kingdom of the Planet of the Apes)